# Frank Henze
Frank Henze (Leipzig, 1 de abril de 1974) es un deportista alemán que compitió en piragüismo en la modalidad de eslalon. Ganó tres medallas en el Campeonato Mundial de Piragüismo en Eslalon, entre los años 2002 y 2010, y siete medallas en el Campeonato Europeo de Piragüismo en Eslalon entre los años 2000 y 2012.
Su padre, Jürgen Henze, también fue piragüista en eslalon, así como su hermano Stefan.

## Palmarés internacional
| Campeonato Mundial | Campeonato Mundial               | Campeonato Mundial | Campeonato Mundial |
| Año                | Lugar                            | Medalla            | Competición        |
| ------------------ | -------------------------------- | ------------------ | ------------------ |
| 2002               | Bourg-Saint-Maurice (Francia)    | Medalla de plata   | C2 por equipos     |
| 2009               | Seo de Urgel (España)            | Medalla de plata   | C2 por equipos     |
| 2010               | Liubliana (Eslovenia)            | Medalla de bronce  | C2 por equipos     |
| Campeonato Europeo |                                  |                    |                    |
| Año                | Lugar                            | Medalla            | Competición        |
| 2000               | Mezzana (Italia)                 | Medalla de oro     | C2 por equipos     |
| 2002               | Bratislava (Eslovaquia)          | Medalla de bronce  | C2 por equipos     |
| 2006               | L'Argentière-la-Bessée (Francia) | Medalla de oro     | C2 por equipos     |
| 2007               | Liptovský Mikuláš (Eslovaquia)   | Medalla de oro     | C2 por equipos     |
| 2008               | Cracovia (Polonia)               | Medalla de oro     | C2 por equipos     |
| 2011               | Seo de Urgel (España)            | Medalla de plata   | C2 por equipos     |
| 2012               | Augsburgo (Alemania)             | Medalla de bronce  | C2 por equipos     |